# 津田宗及
津田宗及（生年不詳－1591年6月11日）是安土桃山時代在堺的商人、茶人。別稱是天王寺屋宗及。本名是助五郎。法號是天信、幽更齋。與千利休、今井宗久一同被稱為茶道的天下三宗匠。

## 生平
父親是堺南莊的豪商・天王寺屋的津田宗達，宗連是茶人武野紹鷗的兒子宗瓦的門人。宗及自小受父親教授茶道，並向大德寺的住持大林宗套學禪，後來被授予法號「天信」。
以堺的大小路為居所的天王寺屋在堺內是有力商人而廣為人知。永祿年間，與石山本願寺的下間丹後的一族來往，接著與在堺內擴張勢力的三好政康連絡，在不久後接近織田信長。元龜3年（1572年）11月，參加信長在京都妙覺寺開辦的茶會並受到接待；元龜4年（1573年）2月3日，在岐阜城受到信長特別允許而觀賞名器；天正6年（1578年），信長到訪堺的期間，亦訪問宗及的宅邸等，受到相當的重用。
亦曾參加明智光秀的茶會，後來得到掌握實權的豐臣秀吉的信賴而被列為茶湯者八人眾之一，與今井宗久、千利休一同被賜予3千石知行。與黑田如水有親交，天正15年（1587年）10月1日，豐臣秀吉為了慶祝平定九州和聚樂第的完工而在北野天滿宮開辦北野大茶湯，宗及與宗久、利休一同進行茶會。
在天正19年（1591年）死去。墓所在堺市的南宗寺。

## 其他
茶會的記錄（茶湯日記）由『宗及茶湯日記他會記』（1565年－1587年）、『宗及茶湯日記自會記』（1565年－1587年）和『道具拜見記』記載。這些記錄與天王寺屋的宗達、宗凡的記錄合稱為『天王寺屋會記』，成為記錄當時武將之間的關係和事件等的歷史資料。
兒子有津田宗凡、大德寺第156世‧大德寺龍光院的開祖江月宗玩（『天王寺屋會記』）。女兒永薰嫁給宮中醫半井家出身‧在堺開業的半井雲也。

## 登場作品
- 阿吟樣（1978年、東宝、演：井口海仙）
- 黃金的日子（日语：黄金の日日）（1978年、NHK大河劇、演：津川雅彥）
- 女太閤記（1981年、NHK大河劇、演：小金井宣夫）
- 德川家康（1983年、NHK大河劇、演：湊俊一）
- 千利休與其妻子們（1983年、KTV、演：小澤榮太郎（日语：小沢栄太郎））
- 利休（日语：利休 (映画)）（1989年、松竹、演：德田興人（日语：徳田興人））
- 信長KING OF ZIPANGU（1992年、NHK大河劇、演：內田稔（日语：内田稔））
- 利家與松（2002年、NHK大河劇、演：淺沼晉平（日语：浅沼晋平））
- 怎麼辦家康（2023年、NHK大河劇、演：山上賢治）